# Croton ortegae
Espèce
Classification APG III (2009)
Croton ortegae est une espèce de plantes à fleurs du genre Croton et de la famille des Euphorbiaceae, présente au Mexique (Sinaloa).